# Langley (Colombie-Britannique)
Pour les articles homonymes, voir Langley.
Langley est une cité (city) de la Colombie-Britannique au Canada, située directement à l'est de Surrey dans le district régional du Grand Vancouver. Elle est située sur le fleuve Fraser.
L'aéroport régional de Langley abrite le musée d'aviation Canadian Museum of Flight.

## Démographie
| 2001   | 2006   | 2011   | 2016   |
| ------ | ------ | ------ | ------ |
| 23 643 | 23 606 | 25 081 | 25 888 |